# Das Seattle Duo
Das Seattle Duo (Originaltitel: Mr. & Mrs. Smith) ist eine 13-teilige US-amerikanische Fernsehserie, die ab dem 20. September 1996 auf CBS ausgestrahlt wurde. Nach neun Folgen erfolgte die Absetzung der Serie, die letzten vier bereits produzierten Episoden wurden zunächst nicht mehr gezeigt. Die deutschsprachige Erstausstrahlung aller 13 Folgen lief ab dem 12. März 1999 auf ORF 1, in Deutschland erfolgte die Ausstrahlung ab dem 16. März 1999 auf RTL II.

## Handlung
Früher waren die Agenten Mr. Smith und Mrs. Smith als Industriespione für verschiedene Seiten tätig und kamen sich so des Öfteren in die Quere. Nun sollen sie unter ihrer neuen Identität im Auftrag der privaten Sicherheitsagentur Factory als Paar ein Team bilden und müssen sich zusammenraufen, wobei sie sich allerdings auch näherkommen. Ihr Auftraggeber Mr. Big versorgt dabei beide Spione in jeder Folge mit einem neuen Auftrag.

## Episodenliste
1. Wer ist Mrs. Smith? (Pilot)
2. Der Fall St. Louis (The Suburban Episode)
3. Ausflug in die Karibik (The Second Episode)
4. Das Giftattentat (The Poor Pitiful Put-Upon Singer Episode)
5. Die Weinmafia (The Grape Escape)
6. Spione in Gefahr (The Publishing Episode)
7. Der falsche Arzt (The Coma Episode)
8. Die Entführung (The Kidnapping Episode)
9. Gefährliche Erfindung (The Space Flight Episode)
10. Der Sexskandal (The Big Easy Episode)
11. Illegale Transaktion (The Impossible Mission)
12. Gefährliche Vergangenheit (The Bob Episode)
13. Ein neuer Anfang (The Sins of the Father Episode)